# カピラ

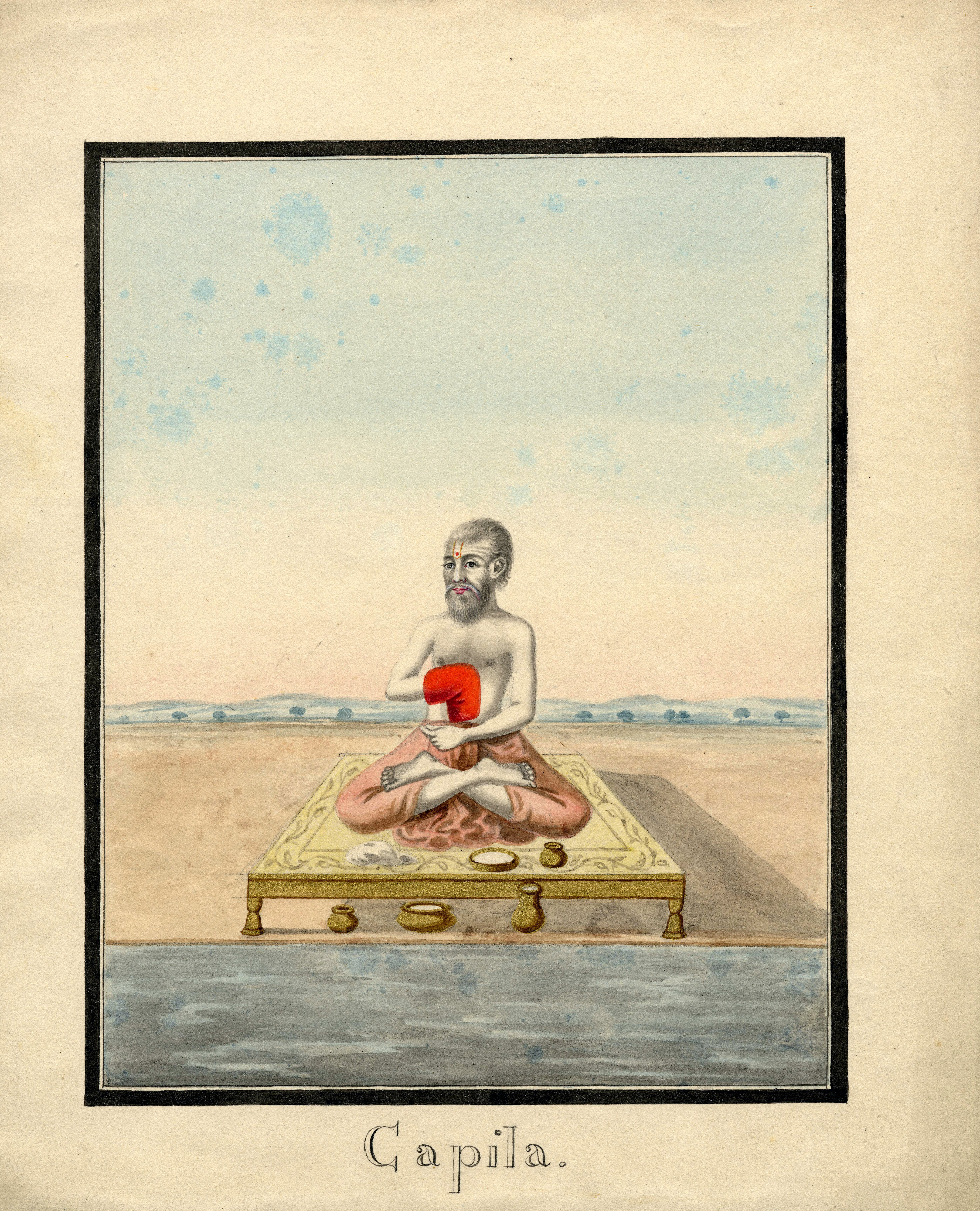
カピラの想像画（19世紀）

カピラ（ヒンディー語/ネパール語: कपिल ऋषि、梵: kapila ṛṣi [カピラ・リシ]、迦毘羅）は、ヴェーダのリシの一人で、インドの古典的な哲学の一つサーンキヤ学派（数論派）の開祖だとされている人物。
「リシ」は「仙人」と訳されることがあり、カピラ仙人、迦毘羅仙とも。

## 概説
生没年は不詳。一説には紀元前300年前後の人物だったとも。
サーンキヤ学派（数論派）の開祖だと考えられている。
カピラについては、伝説に包まれていてあまり確かなことが分からない。どの伝承も、カピラにアースリやパンチャシカという弟子がいたことを伝えている点では一致している。
カピラの唯一の著作と語られることのある『サーンキヤ・スートラ』は、実際には14～15世紀のものであって彼が書いたわけではない。
インドの各文書で、（伝説につつまれた記述ではあるが）カピラがどのように描かれているか解説すると、『Bhāgavata Purāṇa』はカピラについてそれなりの量をさいて描いている。伝統的なヒンズーの書では、カピラはマヌの子孫でブラフマーの孫として描かれている。『バガヴァッド・ギーター』ではカピラをヨーガ行者でsiddhi シッディの持ち主として描いている。